# Molotov
Molotov — мексиканская рок-группа, образованная 23 сентября 1995 года в городе Мехико, и обязанная названием всемирно известному коктейлю Молотова. Одной из примечательных особенностей группы являются тексты песен, представляющие собой смесь испанского и английского языков. Музыка группы Molotov звучит в играх и в сериалах.
Песни Molotov часто затрагивают политические вопросы: коррупцию, социальную несправедливость. В текстах большое количество нецензурной лексики, которая, по словам музыкантов, является одним из ключевых моментов творчества группы. Несмотря на уникальность Molotov, их часто называют латиноамериканским ответом Rage Against the Machine, порой также всплывают сравнения с System of a Down. Так журнал Vibe в одной из своих публикаций написал:
Музыка Molotov зажигательная по природе... направляющая свои отравленные стрелы прямо в сердце тиранического патернализма правительства. Они стали латиноамериканским ответом нашей Rage Against the Machine.

Оригинальный текст (англ.)Molotov’s music is incendiary by nature… with darts poisoned aimed directly to the heart of the oppressive paternalism of the government. They’ve become the Latin response to our Rage Against the Machine.

## История группы

### Начало
В середине 1995 года, вдохновившись музыкой американской группы Rage Against the Machine, вместе стали играть двое друзей — Тито Фуэнтес (Ismael «Tito» Fuentes De Garay) и Микки Уидобро (Micky «Huidos» Huidobro). А 21 сентября того же года к ним присоединились Хавьер де ла Куэва (Javier de la Cueva) и Иван Джаред Морено (Iván Jared «La Quesadillera» Moreno). Так образовался первый состав Molotov. Но, менее, чем через месяц, 10 октября, Морено группу покинул, его заменил Рэнди Эбрайт (Randy «El Gringo Loco» Ebright) — американский иммигрант, переехавший в Мексику будучи подростком. Кадровые проблемы утряслись в феврале 1996 года, когда на смену также ушедшему Куэва пришёл Пако Айала (Paco Ayala).
Molotov начали активно выступать в окрестностях Мехико, периодически играя на разогреве у таких групп как испанцы Héroes del Silencio и мексиканские команды La Lupita и La Cuca. Вскоре произошло одно из важнейших событий для группы. На концерте, где Molotov выступали вместе с аргентинскими рэперами Illya Kuryaki and the Valderramas, присутствовали люди из звукозаписывающей компании «Universal», которые сразу предложили им подписать контракт. Команда приступила к созданию своего дебютного альбома в феврале 1997 года. Музыка и тематика, в какой-то мере, схожа с тематикой Rage Against the Machine, однако Molotov исполняет композиции в более «позитивном» стиле и менее «агрессивном».

### Дебютный альбом
Итак, в конце августа 1997 года был записан первый альбом группы, получивший название «¿Dónde Jugarán Las Niñas?», что можно перевести как «Где будут играть девочки?». Название является пародией на альбом «¿Dónde Jugarán Los Niños?» («Где будут играть дети?») мексиканской группы «Maná».
Обложка диска получилась довольно рискованной — на ней была изображена несовершеннолетняя девушка с приспущенными трусиками. Скандальности новой пластинке добавляли тексты песен, содержавшие много едких политических высказываний, секса. Это привело к бойкотированию песен Molotov мексиканскими радиостанциями, а также отказу музыкальных магазинов продавать альбом. Группе даже пришлось уехать на некоторое время в Испанию из-за запрета на родине. В качестве протеста против цензуры Molotov сами вышли на улицу и стали продавать свои диски, что привлекло внимание общественности и критиков.
В конечном итоге альбом ¿Dónde Jugarán Las Niñas? стал четырёхкратно золотым в Мексике, дважды платиновым в Испании, золотым в Аргентине и Колумбии, платиновым в Чили и США.

### 1998: Новые достижения
Одним из основных событий для группы в этом году стала номинация на Грэмми её дебютного альбома, а также премия MTV. В мае многие калифорнийские радиостанции подхватили сингл «Voto Latino», прозвучавший в фильме «The Big Hit». Осенью команда стала хедлайнером «Surco Fest» в Буэнос-Айресе. Molotov оставались довольно скандальной командой. Так, их концерты в Испании сопровождались протестами гомосексуалистов, посчитавших песню «Puto» оскорбительной. Группа полностью отрицала, какие-либо нападки на геев в этой песне, тем не менее продюсеру Molotov, Густаво Сантаолалья, пришлось оправдываться в интервью музыкальному журналу Retila. Команда продолжала творческую деятельность и, в этом же году, привлекла к себе дополнительное внимание выпуском сборника ремиксов «Molomix». Новый альбом включал в себя две новых композиции: «El Carnal De Las Estrellas», которая была ответом на отказ Televisa транслировать клипы группы, и переработка известнейшей песни Queen — «Богемская рапсодия», получившая название «Rap, Soda y Bohemia». Эта композиция также появилась на сборнике «Tributo A Queen: Los Grandes Del Rock En Español».

### От II альбома до 2003 года
В 1999 Molotov выпустили свой второй студийный альбом с оригинальным названием «Apocalypshit», продюсером выступил Марио Калдато, прославившийся работой с Beastie Boys. Едкий юмор и внимание к социальным проблемам всегда отличали группу. Новая пластинка не стала исключением, примером этого является композиция «El Mundo». В оригинале песня была неким «гимном оптимизма» от мексиканской танцевальной группы Mono Blanco. В новой интерпретации изменилась не только музыкальная направленность композиции, но и полностью поменялся смысл — Molotov говорит о приближении апокалипсиса из-за неправильного отношения людей к экологии и общей неспособности людей жить в мире. Песня «Exorsimo» высмеивает консерваторов, обвиняющих группу в «сатанизме». В том же, 1999, году Molotov стали единственной испаноязычной группой-участницей фестиваля Warped Tour. Далее почти 2 года команда провела на гастролях, посетив Европу, в том числе Россию. А в 2001 коллектив принял участие в Watcha Tour вместе с другими латиноамериканскими альтернативными рок-группами. На этом Molotov взяли передышку вплоть до 2003. Однако, в эти два года группа поучаствовала в таких проектах, как, упоминавшийся выше, «Tributo A Queen» и «El Mas Grande Homenaje A Los Tigres Del Norte» — трибьют Los Tigres Del Norte, куда была включена песня «Ya Te Velé» в исполнении Molotov. А песня «Payaso» вошла в сборник «Un Tributo a José José». Также c 1999 по 2003 команда записала несколько саундтреков.
В 2005 году музыка группы была включена в качестве саундтрека к игре Total Overdose -  шутера от третьего лица с открытым миром и сюжетной линией, проходящей на территории Мексики.

### Возвращение
В 2003 году Molotov вновь привлекли к себе внимание, выпустив в феврале альбом «Dance and Dense Denso». Материал был абсолютно новый и стал горячо обсуждаться. Но, пожалуй, основной композицией на которую обратили внимание стала «Frijolero». Вся песня представляет собой обмен упреками и расистскими выражениями между американским пограничником и жителем Мексики. Многие посчитали «Frijolero» антиамериканской, но в интервью изданию «El Universal» Пако Айала настаивал на отсутствии антиамериканских настроений в данной песне:
Мы — не анти-янки, мы лишь против идеологии президента Джорджа У. Буша. Люди там понимают, о чем „Frijolero“.
Оригинальный текст (исп.)No somos anti yankis, somos anti ideologyía del presidente George W. Bush. La gente entendió bien allí el tema del „Frijolero“.
Несмотря ни на что, клип на эту спорную композицию получил «Грэмми» в 2003 году. Необходимо отметить, что песни Molotov не только о политике. Так Микки Уидобро для издания «La Prensa de San Diego» говорит следующее:
Мы не хотим писать исключительно о социальных вопросах или только о политике, потому что мы бы надоели сами себе. Мы любим выпить, любим девушек, поэтому пишем песни и об этом тоже.
Оригинальный текст (англ.)We don’t want to write solely about social issues or only about politics, because we’d then become bored with ourselves. We also like to drink, we like girls, so we also write songs about those topics.
2003 год оказался крайне удачным для группы — кроме «Грэмми» Molotov получили сразу четыре награды от MTV, также были проведены турне по Европе и США.
Во второй половине следующего года команда выпустила альбом каверов «Con Todo Respeto».

### 2007: Неожиданные новости
Начало 2007 года принесло поклонникам группы плохие новости: ходили слухи о распаде Molotov. Но при этом ничего конкретного не говорилось даже на официальном сайте:
Распад… или нет? Никто не знает!!
Январь 18, 2007
На данный момент здесь, на molotov.com.mx, мы не можем подтвердить или опровергнуть появившиеся в последние дни слухи о распаде группы. Подобные слухи появились в ряде СМИ, но ничего не известно на 100 %. Более подробная информация скоро…
Оригинальный текст (исп.)Separados ¿o no? ¡¡Nadie Sabe Nada!!

Enero 18, 2007

Por el momento, desde Molotov.com.mx no podemos confirmar ni desmentir los rumores que desde hace unos días giran en torno a la banda. Hay fuertes rumores de separación, ya aparecidos en diversos medios, pero nada de eso es 100% seguro. Mas información próximamente...
Подробностей на сайте так и не последовало, зато вскоре стало известно, что участники коллектива работают над сольными проектами. В конце концов выяснилось, что никакой распад не предполагается, а Пако Айала признался, что это была «тщательно спланированная стратегическая ложь». Летом музыканты выпустили свои EP, каждый из которых состоял из 4 песен. В середине октября вышел новый диск группы под названием «Eternamiente». Он стал интересен публике уже тем, что состоял как бы из четырёх отдельных фрагментов, ведь в него вошли те самые мини-альбомы, выпущенные летом.

### 2010
26 июня выступали в Казани на фестивале «Сотворение мира»
1 июля выступали в Москве, на концертной площадке ночного клуба «Б2»
3 июля выступали в Хохловке (Пермский край) на фестивале «Движение 2010»

## Составы

### Текущий состав
февраль 1996 — наши дни
- Тито Фуэнтес (гитара, вокал)
- Пако Айала (бас, вокал)
- Микки Уидобро (бас, вокал)
- Рэнди Эбрайт (ударные, вокал)

### Бывшие участники
- Иван Джаред Морено[3] — вокал, ударные (сентябрь — октябрь 1995)
- Хавьер де ла Куэва — вокал, бас (сентябрь 1995 — февраль 1996)

## Дискография

### Студийные альбомы
- ¿Dónde Jugarán Las Niñas? — 26 августа, 1997
- Molomix — 24 ноября, 1998
- Apocalypshit — 14 сентября, 1999[4]
- Dance and Dense Denso — 5 февраля, 2003
- Con Todo Respeto — 26 октября, 2004
- Con Todo Respeto (Limited Edition) — Сентябрь, 2005
- Eternamiente — 16 октября, 2007
- Agua Maldita — 10 июня, 2014
- Sólo D’Lira — 26 апреля, 2023

### Концертные альбомы
- Desde Rusia con amor — 15 мая, 2012
- MTV Unplugged: El Desconecte — 24 августа, 2018

### Видеография
- Voto Latino (1997)
- Gimme Tha Power (1997)
- Cerdo (1997—1998)
- Puto (1997—1998)
- Que no te Haga Bobo Jacobo (1997—1998)
- Use It Or Lose It (1998)
- El Carnal De Las Estrellas (1998)
- Rastamandita (1999)
- El Mundo (1999)
- Parásito (1999)
- Here Comes The Mayo (2001)
- Frijolero (2003)
- Here We Kum (2003)
- Hit Me (2003)
- Amateur (2004)
- Marciano (2005)
- Yofo (2007)
- Guacala que Rico (2008)
- Es La Pura Es La Pura Raza (2015)
- Lagunas Metales (2015)

### Саундтреки
| Фильм                             | Композиции                         | Год  |
| --------------------------------- | ---------------------------------- | ---- |
| Todo el poder                     | La Tira                            | 1999 |
| Atlético San Pancho               | Just Want to Meter mi Gol Suspenso | 2000 |
| Y tu mamá también                 | Here’s Comes the Mayo              | 2001 |
| Форсаж (The Fast and the Furious) | Polkas Palabras                    | 2001 |
| S.W.A.T. (латиноамер.)            | S.W.A.T. T.S.O.L.P.P.              | 2003 |
| Во все тяжкие                     | Apocalypshit                       | 2008 |

- Total Overdose (компьютерная игра)

## Награды и номинации

### 1998
MTV Video Music Awards
- International Viewer’s Choice Awards: MTV Latin America (песня «Gimme Tha Power»)

Grammy Award
- Номинация на Best Latin Rock/Alternative Performance (альбом «¿Dónde Jugarán Las Niñas?»)

### 1999
MTV Video Music Awards
- Номинация на International Viewer’s Choice Awards: MTV Latin America (песня «El Carnal de las Estrellas»)

### 2002
MTV Movie Award
- Номинация на Best Original Song (саундтрек «Here comes the Mayo» к фильму «Y tu mamá también»)

### 2003
MTV Video Music Awards Latinoamérica
- Best Group or Duet
- Best Alternative Artist
- Best Artist — Mexico
- Video of the Year (клип на песню «Frijolero»)

Latin Grammy Awards
- Номинация на Record Of The Year (песня «Frijolero»)
- Номинация на Best Rock Album By A Duo Or Group With Vocal (альбом «Dance and Dense Denso»)
- Номинация на Best Rock Song (песня «Frijolero»)
- Best Music Video (клип на песню «Frijolero»)

### 2004
MTV Video Music Awards Latinoamérica
- Номинация на Video of the Year (клип на песню «Hit Me», реж. Jason Archer и Paul Beck)

### 2005
Latin Grammy Awards
- Best Rock Album By A Duo Or Group With Vocal (альбом «Con Todo Respeto»)
- Номинация на Best Music Video (клип на песню «Amateur»)